# Halyna Zakharova
Halyna Petrivna Zakharova (em ucraniano:Галина Петрівна Захарова: Kiev, 22 de março de 1947) é uma ex-handebolista soviética, campeã olímpica.

## Carreira
Ela fez parte da geração soviética campeã das primeira Olimpíada do handebol feminino, em Montreal 1976, com um total de 1 gol, em 3 jogos.